# Movimiento Democrático por el Cambio
El Movimiento Democrático por el Cambio (en hebreo: תְּנוּעָה דֶּמוֹקְרָטִית לְשִׁינּוּי, Tnu'a Demokratit LeShinui), comúnmente conocido por su acrónimo hebreo Dash (hebreo: ד״ש), fue un partido político centrista israelí de corta duración e inicialmente de gran éxito. Formado en 1976 por numerosos políticos no conocidos, después de una ruptura dejó de existir en menos de dos años.

## Historia
Dash se formó el 2 de noviembre de 1976 por la fusión de varios movimientos liberales (incluido Shinui), junto con numerosas figuras públicas, como Yigael Yadin, Amnon Rubinstein, Shmuel Tamir, Meir Amit, Meir Zorea y varios otros líderes empresariales y académicos, así como algunos árabes israelíes.
La formación del partido fue el resultado de una creciente insatisfacción con los partidos principales, en particular con el gobernante Alineamiento, que, incluidos sus predecesores, había gobernado Israel desde la independencia en 1948. 
Inicialmente, el partido se llamaba Demócratas-Shinui (דֵּמוֹקְרָטִים־שִׁינּוּי , Democratim-Shinui), pero pronto se cambió al Movimiento Democrático por el Cambio y, al igual que con muchos partidos en Israel, se hizo popularmente conocido por su acrónimo Dash. El nuevo partido captó la atención del público, con más de 37.000 personas inscribiéndose como miembros a las pocas semanas de su fundación. También fue pionero en el uso de las primarias para elegir su lista electoral, algo que tenía la intención de mostrar sus credenciales democráticas y evitar el amiguismo. Anteriormente en Israel, las listas de partidos habían sido decididas por los comités de los partidos.
A Dash le fue sorprendentemente bien en su primera prueba electoral, con 15 de los 120 escaños en el Knéset, el mejor rendimiento de un tercer partido desde las elecciones de 1961. Esto la convirtió en el tercer partido más grande después del Likud y Alineamiento de Menájem Beguín, que se había reducido de 51 a 32 escaños. Sin embargo, Begin todavía pudo formar una estrecha coalición de derecha de 61 escaños con Shlomtzión (el partido de Ariel Sharón), el Partido Religioso Nacional y Agudat Israel.
Gran parte del éxito de Dash se produjo a expensas del Partido Laborista, con el que compitió por los votos de ciudadanos principalmente de ingresos más altos y mejor educados. Esto tuvo el efecto de garantizar la primera victoria del Likud.
El partido fue invitado a la coalición de gobierno en noviembre de 1977, cinco meses después de que comenzara el mandato de la Knesset. El partido recogió varias carteras ministeriales: Meir Amit fue nombrado ministro de Transporte y ministro de Comunicaciones, Shmuel Tamir fue nombrado ministro de Justicia y Yadin fue nombrado vice primer ministro.
Sin embargo, el hecho de que el partido no controlara el equilibrio de poder llevó a desacuerdos internos sobre su papel. El partido comenzó a desintegrarse, finalmente dividiéndose en tres  grupos el 14 de septiembre de 1978, con siete diputados rompiendo para reformar Shinui, otros siete fundando el Movimiento Democrático y Assaf Yaguri creando Ya'ad. Shinui (incluidos Amit) y Ya'ad abandonaron la coalición, mientras que el Movimiento Demócrata, que incluía a Tamir y Yadin, permaneció en el gobierno.

## Resultados electorales
| Año  | Líder        | Votos        | %               | Resultado | Gob       |
| ---- | ------------ | ------------ | --------------- | --------- | --------- |
| 1977 | Yigael Yadin | 202.265 (#3) | \| \| 11,6 % \| | 15/120    | Coalición |
|      | 11,6 %       |              |                 |           |           |